# Aristaea atrata
Aristaea atrata är en fjärilsart som beskrevs av Paolo Triberti 1985. Aristaea atrata ingår i släktet Aristaea och familjen styltmalar.
Artens utbredningsområde är Madagaskar. Inga underarter finns listade i Catalogue of Life.